# Wallerfangen
Wallerfangen is een gemeente in de Duitse deelstaat Saarland, gelegen in de Landkreis Saarlouis.
Wallerfangen telt 9.214 inwoners en ligt aan de oever van de rivier de Saar.
Bous ·
Dillingen/Saar ·
Ensdorf ·
Lebach ·
Nalbach ·
Rehlingen-Siersburg ·
Saarlouis (stad) ·
Saarwellingen ·
Schmelz ·
Schwalbach ·
Überherrn ·
Wadgassen ·
Wallerfangen